# Dante III Alighieri

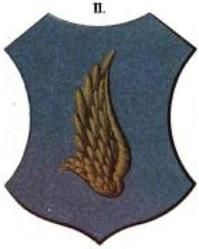
Stemma Alighieri discendenti di Dante.

(Maffei, p. 118)
Dante (III) Alighieri (Verona, sconosciuto? 1462?/1463? – Mantova, sconosciuto? 1513?/1514?) è stato un nobile, politico e poeta italiano, figlio di Pietro III Alighieri e quindi discendente del poeta Dante.

## Biografia

### La carriera politica
Dante III era figlio di Pietro III Alighieri e di Caterina da Monselice. Educato secondo i precetti dell'umanesimo allora vigente, studiò latino nella città natale sotto la guida di Giovanni Antonio Panteo fino al 1484, anche se dovette soggiornare a Ravenna a metà degli anni '70, come testimonia il letterato fiorentino Cristoforo Landino. Saggio amministratore dei beni di famiglia, tra il 1486 e il 1511 svolse vari incarichi politici per la città di Verona, ormai saldamente in mano della Serenissima da un secolo. Per conto delle autorità veronesi, Dante fu: podestà di Peschiera nel 1489; Provveditore del Comune di Verona nel 1502 e nel 1506; nel 1504 Vicario della Casa dei Mercanti e nel 1505 Provveditore della Sanità. Mentre ascendeva nella carriera amministrativa della Serenissima, la Firenze savonaroliana, l'8 giugno 1495, abrogò definitivamente l'esilio che fu commutato agli Alighieri sin dal 1301, permettendo un loro rientro ufficiale e legale in città.
La situazione per Dante III peggiorò in occasione delle Guerre d'Italia, allorché Verona fu occupata dalle truppe di Massimiliano I d'Asburgo e Dante fu costretto a riparare nella Mantova dei Gonzaga per sfuggire anche alla pestilenza che devastava la città natale. Raggiunto dal fratello Jacopo, il 22 settembre 1509 fece testamento, disponendo di essere sepolto nel chiostro del convento di Sant'Anastasia a Verona e di nominare eredi universali i tre figli maschi avuti dalla moglie Lucia Franchini, sposata nel 1491. Morì a Mantova tra il 1513 e il 1514, per risultare sicuramente deceduto entro il mese di novembre del 1515, come si evince dal testamento della figlia Ginevra.

### L'attività letteraria
Definito da Leonardo Di Serego Alighieri «forse il più notevole degli Alighieri minori», Dante III Alighieri fu un buon rimatore in lingua latina e, in misura minore, in lingua volgare. Cresciuto alla scuola del Panteo, si sforzò nell'imitatio dei classici secondo i principi dell'estetica umanistica classicheggiante, dedicando le sue poesie ad amici o personalità locali, tra cui l'amico Marin Sanudo e delle egloghe, una in morte di Leonardo Nogarola e l'altra per la scomparsa dell'umanista Domizio Calderini. In volgare redasse alcune liriche e un canzoniere in onore di Laura Branzona Schioppa, «di cui fu amante», e che Scipione Maffei vide a Padova ma che, stando alle ricerche odierne, risulta perduto. Le sue liriche latine e volgari furono poi raccolte nell'Azion pantea (o Actio Panthea) libretto, come dice il Pelli, «contenente la relazione della laurea poetica conferita a Giovanni Antonio Panteo sacerdote veronese da Francesco Diedo potestà di Verona».

## Discendenza
Dal matrimonio con Lucia Lanfranchini, ebbe quattro figli:
- Paola
- Pietro IV
- Lodovico
- Francesco